# Titanato
Titanato é a designação química dada aos compostos inorgânicos em cuja composição dominam os óxidos de titânio. Nalguns contextos a designação é alargada para incluir genericamente os compostos contendo o anião Tix+ (como em [TiCl6]2- e [Ti(CO)7]2-). São conhecidos numerosos titanatos, entre os quais alguns compostos com importantes usos industriais.

## Descrição
Os titanatos são em geral brancos, diamagnéticos, com pontos de fusão elevados e insolúveis em água. São em geral preparados a altas temperaturas usando, entre outras técnicas, fornalhas tubulares, a partir de dióxido de titânio. Em quase todos os casos, os óxidos de titânio apresentam geometria molecular octaédrica.